# Vliegveld Midden-Zeeland
Vliegveld Midden-Zeeland (EHMZ), ook wel Zeeland Airport genoemd, is een vliegveld gelegen in de buurt van Arnemuiden in de gemeente Middelburg. Ten westen van het vliegveld ligt buurtschap Oranjeplaat en naar het noordwesten ligt het Veerse Meer.

## Banen
Vliegveld Midden-Zeeland beschikt over de volgende start- en landingsbaan:
- Baan 09-27: lengte 1000 meter (gras), breedte 30 meter, met een displaced threshold van 115 meter voor baan 27 en 190 meter voor baan 09.

## Bijzonderheden
Het vliegveld wordt voornamelijk gebruikt voor kleine zakenluchtvaart en vluchten met een recreatief karakter. Daarnaast wordt het vliegveld gebruikt door de traumahelikopter (Lifeliner) en helikopters van Gasunie die de gasleidingen in de omgeving controleren. Ook politiehelikopters en milieu-inspecties maken gebruik van deze luchthaven. Sinds 4 november 2022 is het ook uitvalsbasis is voor de opsporing en redding-helikopter (SAR) van Bristow.
Op 1 november 2013 werd het nieuwe luchthavenbesluit voor het vliegveld Midden-Zeeland definitief goedgekeurd, hierdoor werden de plannen om een verharde baan aan te leggen mogelijk. Op 4 augustus 2017 is de verharde baan geopend, de hiermee gemoeide kosten van € 400.000 zijn door de aandeelhouders betaald. De baan is verhard met kunststofvezels en voorzien van drainage, waardoor ze het hele jaar door gebruikt kan worden.
Aan de zuidzijde van het veld ligt een zweefvliegstrip die onder meer gebruikt wordt door de Stichting Samenwerkende Zweefvliegers Midden Zeeland.

## Communicatie
Midden-Zeeland Radio 119,255 MHz